# Automolis erlangeri
Automolis erlangeri är en fjärilsart som beskrevs av Rothschild 1910. Automolis erlangeri ingår i släktet Automolis och familjen björnspinnare. Inga underarter finns listade i Catalogue of Life.